# Диксон Лејн-Медоу Крик (Калифорнија)
Диксон Лејн-Медоу Крик (енгл. Dixon Lane-Meadow Creek) насељено је место без административног статуса у америчкој савезној држави Калифорнија.

## Демографија
По попису из 2010. године број становника је 2.645, што је 57 (-2,1%) становника мање него 2000. године.
| Група             | 2000.         | 2010.         |
| Белци             | 2.327 (86,1%) | 2.043 (77,2%) |
| Афроамериканци    | 2 (0,1%)      | 6 (0,2%)      |
| Азијати           | 18 (0,7%)     | 47 (1,8%)     |
| Хиспаноамериканци | 271 (10,0%)   | 493 (18,6%)   |
| Укупно            | 2.702         | 2.645         |